# Afreuclasta ruwenzoriensis
Afreuclasta ruwenzoriensis is een vlinder van de familie van de grasmotten (Crambidae). De wetenschappelijke naam van deze soort is voor het eerst voorgesteld door Koen Maes in een publicatie uit 2023.
De soort komt voor in Congo-Kinshasa, Oeganda, Kenia en Tanzania.